# Asău, Bacău
Asău (în maghiară Aszó) este satul de reședință al comunei cu același nume din județul Bacău, Moldova, România.